# David Lilley
David Thomas Lilley (ur. 19 października 1975 w Washington) – angielski zawodowy snookerzysta. Został profesjonalistą w 2019 roku, po trzydziestu latach kariery amatorskiej.

## Kariera
Lilley zaczął grać w snookera w wieku 13 lat. Jego pierwszym dużym sukcesem było zwycięstwo na Mistrzostwach Europy (amatorów) w 1995 r. W finale pokonał swojego rodaka Davida Graya 8–7. W tym samym roku przegrał z Paulem Hunterem w finale Northern Amateur championship. W 1997 roku po raz pierwszy dotarł do finału English Amateur Championship, w którym zwyciężył 8–7 z Robertem Marshallem. Jednakże nie mogąc znaleźć sponsora w związku z wchodzącym zakazem reklamy tytoniu w tym sporcie i przy tylko sześciu turniejach zawodowych rocznie, uznał, że nie stać go na przejście na zawodowstwo i pozostał amatorem.
W 1999 roku wygrał w finale English Amateur Snooker Championship z Andrew Normanem wynikiem 8–5. W tym samym roku dotarł do półfinału Mistrzostw Europy Amatorów i finału Mistrzostw Świata Amatorów w Snookerze, w którym uległ Ianowi Preece’owi 8–11.
W 2000 roku przegrał finał English Amateur Championship 5–8 z Nickiem Marshem.
W lutym 2002 roku po raz pierwszy wziął udział w eliminacjach do Mistrzostw Świata w Snookerze, ale przegrał już w drugiej rundzie kwalifikacyjnej z Timothym Palingiem.
W 2004 roku Lilley po raz trzeci wygrał English Amateur Championship, pokonując w finale Wayne’a Coopera wynikiem 8–6. Podczas Mistrzostw Świata Amatorów w Snookerze w 2004 roku uległ w półfinale późniejszemu mistrzowi Markowi Allenowi 6–8. W kwalifikacjach do Mistrzostw Świata w Snookerze 2005 odpadł w trzeciej rundzie pokonując Stuarta Manna. W turnieju English Amateur Championship 2007 przegrał w decydującym frame’ie finału z Martinem Gouldem 7–8.
W sierpniu 2012 roku wziął udział w drugim turnieju Players Tour Championship 2012/2013 i przegrał w pierwszej rundzie kwalifikacyjnej z Benem Harrisonem.
Lilley próbował zakwalifikować się do zawodowego Touru poprzez Q School. W pierwszym turnieju dotarł do finału swojej grupy, ale przegrał wówczas z Chen Zhe; w drugim turnieju odpadł w drugiej rundzie. Mimo że nie zakwalifikował się do Main Tour, jako 17. zawodnik w rankingu Q-School Order of Merit mógł uczestniczyć jako rezerwowy w turniejach snookera sezonu 2016/17.
Podczas Indian Open 2016, drugiego turnieju rankingowego sezonu, po raz pierwszy zakwalifikował się do turnieju rankingowego. Po pokonaniu Tiana Pengfeia 4–3 w kwalifikacjach, wyeliminował Mike’a Dunna, Marka Williamsa i Roberta Milkinsa w rundzie głównej i dotarł do ćwierćfinału, w którym przegrał z Anglikiem Shaunem Murphym 2–4.
Zajął pierwsze miejsce w rankingu Q School Order of Merit 2018. W sezonie 2018/20 wielokrotnie tracił szansę na zdobycie karty wstępu na sezon 2019/20; zajmował 4. miejsce na liście turniejów challenge tour, a w 2019 roku przegrał z Kacprem Filipiakiem 4–5 podczas Mistrzostw Europy w Snookerze EBSA, gdzie wygrana zapewniłaby mu miejsce w turnieju.
Lilley pokonał Seana Maddocksa 4–0 w ostatniej rundzie kwalifikacyjnej pierwszego turnieju Q School 2019, stając się wreszcie profesjonalistą po 30 latach kariery amatorskiej. Jako amator pracował w branży ubezpieczeniowej. Lilley później zauważył, że nie trafił na odpowiedni moment, ponieważ ledwo zdążył dołączyć do profesjonalnych rozgrywek, a pandemia COVID-19 doprowadziła do masowego odwoływania turniejów.
9 maja 2021 roku Lilley pokonał Jimmy’ego White’a 5–3 i został Mistrzem Świata Seniorów, co dało mu prawo do gry w turnieju Champion of Champions 2021. 7 stycznia 2022 roku Lilley zajął drugie miejsce za Peterem Linesem w Mistrzostwach Wielkiej Brytanii Seniorów 2022, przegrywając w finale 1–4.
Po udanym sezonie 2023/24 – najlepszym w karierze pod względem punktów rankingowych – David zakończył sezon na 64. miejscu, docierając do czołowej 64. pozycji po raz pierwszy w wieku 48 lat.

## Występy w turniejach w karierze
| Ranking                      | [ i ]         | [ i ]         | [ i ]         | [ i ]         | [ i ]         | [ i ]         | [ ii ]        | [ ii ]        | 90            | [ i ]         | [ iii ]       | 69            | 64            | 57            |               |               |               |               |               |               |               |               |               |               |               |               |               |               |               |               |
| Turnieje rankingowe          |               |               |               |               |               |               |               |               |               |               |               |               |               |               |               |               |               |               |               |               |               |               |               |               |               |               |               |               |               |               |
| Championship League          | nie rozegrano | nie rozegrano | nierankingowy | nierankingowy | nierankingowy | nierankingowy | nierankingowy | nierankingowy | RR            | 2R            | RR            | RR            | 3R            | 2R            |               |               |               |               |               |               |               |               |               |               |               |               |               |               |               |               |
| Saudi Arabia Masters         | nie rozegrano | nie rozegrano | nie rozegrano | nie rozegrano | nie rozegrano | nie rozegrano | nie rozegrano | nie rozegrano | nie rozegrano | nie rozegrano | nie rozegrano | nie rozegrano | 2R            |               |               |               |               |               |               |               |               |               |               |               |               |               |               |               |               |               |
| Wuhan Open                   | nie rozegrano | nie rozegrano | nie rozegrano | nie rozegrano | nie rozegrano | nie rozegrano | nie rozegrano | nie rozegrano | nie rozegrano | nie rozegrano | nie rozegrano | LQ            | 2R            | LQ            |               |               |               |               |               |               |               |               |               |               |               |               |               |               |               |               |
| English Open                 | nie rozegrano | nie rozegrano | nie rozegrano | A             | LQ            | 2R            | 1R            | 1R            | 3R            | LQ            | LQ            | 1R            | LQ            |               |               |               |               |               |               |               |               |               |               |               |               |               |               |               |               |               |
| British Open                 | A             | A             | nie rozegrano | nie rozegrano | nie rozegrano | nie rozegrano | nie rozegrano | nie rozegrano | nie rozegrano | 2R            | LQ            | LQ            | LQ            |               |               |               |               |               |               |               |               |               |               |               |               |               |               |               |               |               |
| Xi'an Grand Prix             | nie rozegrano | nie rozegrano | nie rozegrano | nie rozegrano | nie rozegrano | nie rozegrano | nie rozegrano | nie rozegrano | nie rozegrano | nie rozegrano | nie rozegrano | nie rozegrano | 1R            |               |               |               |               |               |               |               |               |               |               |               |               |               |               |               |               |               |
| Northern Ireland Open        | nie rozegrano | nie rozegrano | nie rozegrano | 1R            | A             | 2R            | 2R            | 2R            | 1R            | LQ            | 2R            | LQ            | LQ            |               |               |               |               |               |               |               |               |               |               |               |               |               |               |               |               |               |
| International Championship   | nie rozegrano | nie rozegrano | A             | LQ            | A             | 2R            | LQ            | LQ            | nie rozegrano | nie rozegrano | nie rozegrano | LQ            | LQ            |               |               |               |               |               |               |               |               |               |               |               |               |               |               |               |               |               |
| UK Championship              | A             | A             | A             | A             | A             | 1R            | 1R            | 1R            | 1R            | 1R            | LQ            | LQ            | LQ            |               |               |               |               |               |               |               |               |               |               |               |               |               |               |               |               |               |
| Shoot Out                    | nie rozegrano | nie rozegrano | NR            | A             | 2R            | A             | 2R            | 2R            | 1R            | 2R            | 3R            | 3R            | 2R            |               |               |               |               |               |               |               |               |               |               |               |               |               |               |               |               |               |
| Scottish Open                | A             | nie rozegrano | nie rozegrano | A             | A             | 3R            | 1R            | 1R            | 1R            | 2R            | 1R            | LQ            | 2R            |               |               |               |               |               |               |               |               |               |               |               |               |               |               |               |               |               |
| German Masters               | nie rozegrano | nie rozegrano | A             | A             | A             | LQ            | LQ            | LQ            | LQ            | LQ            | LQ            | 2R            | 1R            |               |               |               |               |               |               |               |               |               |               |               |               |               |               |               |               |               |
| World Grand Prix             | nie rozegrano | nie rozegrano | nie rozegrano | DNQ           | DNQ           | DNQ           | DNQ           | DNQ           | DNQ           | DNQ           | DNQ           | DNQ           | DNQ           |               |               |               |               |               |               |               |               |               |               |               |               |               |               |               |               |               |
| Players Championship         | nie rozegrano | nie rozegrano | DNQ           | DNQ           | DNQ           | DNQ           | DNQ           | DNQ           | DNQ           | DNQ           | DNQ           | DNQ           | DNQ           |               |               |               |               |               |               |               |               |               |               |               |               |               |               |               |               |               |
| Welsh Open                   | A             | A             | A             | A             | A             | 1R            | 1R            | 1R            | 2R            | LQ            | 2R            | 1R            | LQ            |               |               |               |               |               |               |               |               |               |               |               |               |               |               |               |               |               |
| World Open                   | A             | A             | A             | A             | A             | 1R            | LQ            | LQ            | nie rozegrano | nie rozegrano | nie rozegrano | 3R            | 3R            |               |               |               |               |               |               |               |               |               |               |               |               |               |               |               |               |               |
| Tour Championship            | nie rozegrano | nie rozegrano | nie rozegrano | nie rozegrano | nie rozegrano | DNQ           | DNQ           | DNQ           | DNQ           | DNQ           | DNQ           | DNQ           | DNQ           |               |               |               |               |               |               |               |               |               |               |               |               |               |               |               |               |               |
| World Championship           | LQ            | LQ            | A             | A             | A             | LQ            | LQ            | LQ            | LQ            | LQ            | LQ            | LQ            | LQ            |               |               |               |               |               |               |               |               |               |               |               |               |               |               |               |               |               |
| Turnieje nierankingowe       |               |               |               |               |               |               |               |               |               |               |               |               |               |               |               |               |               |               |               |               |               |               |               |               |               |               |               |               |               |               |
| Champion of Champions        | nie rozegrano | nie rozegrano | nie rozegrano | A             | A             | A             | A             | A             | A             | 1R            | A             | A             | A             |               |               |               |               |               |               |               |               |               |               |               |               |               |               |               |               |               |
| World Seniors Championship   | nie rozegrano | nie rozegrano | A             | A             | A             | NH            | A             | A             | W             | SF            | A             | A             | A             |               |               |               |               |               |               |               |               |               |               |               |               |               |               |               |               |               |
| Dawne turnieje rankingowe    |               |               |               |               |               |               |               |               |               |               |               |               |               |               |               |               |               |               |               |               |               |               |               |               |               |               |               |               |               |               |
| Paul Hunter Classic          | NH            | PA            | MR            | 1R            | A             | A             | NR            | NR            | nie rozegrano | nie rozegrano | nie rozegrano | nie rozegrano | nie rozegrano | nie rozegrano | nie rozegrano | nie rozegrano | nie rozegrano | nie rozegrano | nie rozegrano | nie rozegrano | nie rozegrano | nie rozegrano | nie rozegrano | nie rozegrano | nie rozegrano | nie rozegrano | nie rozegrano | nie rozegrano |               |               |
| Indian Open                  | nie rozegrano | nie rozegrano | nie rozegrano | QF            | A             | A             | nie rozegrano | nie rozegrano | nie rozegrano | nie rozegrano | nie rozegrano | nie rozegrano | nie rozegrano | nie rozegrano | nie rozegrano | nie rozegrano | nie rozegrano | nie rozegrano | nie rozegrano | nie rozegrano | nie rozegrano | nie rozegrano | nie rozegrano | nie rozegrano | nie rozegrano | nie rozegrano |               |               |               |               |
| China Open                   | A             | A             | A             | A             | A             | LQ            | nie rozegrano | nie rozegrano | nie rozegrano | nie rozegrano | nie rozegrano | nie rozegrano | nie rozegrano | nie rozegrano | nie rozegrano | nie rozegrano | nie rozegrano | nie rozegrano | nie rozegrano | nie rozegrano | nie rozegrano | nie rozegrano | nie rozegrano | nie rozegrano | nie rozegrano | nie rozegrano |               |               |               |               |
| Riga Masters                 | nie rozegrano | nie rozegrano | nie rozegrano | A             | A             | 1R            | LQ            | LQ            | nie rozegrano | nie rozegrano | nie rozegrano | nie rozegrano | nie rozegrano | nie rozegrano | nie rozegrano | nie rozegrano | nie rozegrano | nie rozegrano | nie rozegrano | nie rozegrano | nie rozegrano | nie rozegrano | nie rozegrano | nie rozegrano | nie rozegrano | nie rozegrano | nie rozegrano | nie rozegrano |               |               |
| China Championship           | nie rozegrano | nie rozegrano | nie rozegrano | NR            | A             | A             | LQ            | LQ            | nie rozegrano | nie rozegrano | nie rozegrano | nie rozegrano | nie rozegrano | nie rozegrano | nie rozegrano | nie rozegrano | nie rozegrano | nie rozegrano | nie rozegrano | nie rozegrano | nie rozegrano | nie rozegrano | nie rozegrano | nie rozegrano | nie rozegrano | nie rozegrano | nie rozegrano | nie rozegrano |               |               |
| WST Pro Series               | nie rozegrano | nie rozegrano | nie rozegrano | nie rozegrano | nie rozegrano | nie rozegrano | nie rozegrano | nie rozegrano | RR            | nie rozegrano | nie rozegrano | nie rozegrano | nie rozegrano | nie rozegrano | nie rozegrano | nie rozegrano | nie rozegrano | nie rozegrano | nie rozegrano | nie rozegrano | nie rozegrano | nie rozegrano | nie rozegrano | nie rozegrano | nie rozegrano | nie rozegrano | nie rozegrano | nie rozegrano | nie rozegrano |               |
| Turkish Masters              | nie rozegrano | nie rozegrano | nie rozegrano | nie rozegrano | nie rozegrano | nie rozegrano | nie rozegrano | nie rozegrano | nie rozegrano | LQ            | nie rozegrano | nie rozegrano | nie rozegrano | nie rozegrano | nie rozegrano | nie rozegrano | nie rozegrano | nie rozegrano | nie rozegrano | nie rozegrano | nie rozegrano | nie rozegrano | nie rozegrano | nie rozegrano | nie rozegrano | nie rozegrano | nie rozegrano | nie rozegrano | nie rozegrano | nie rozegrano |
| Gibraltar Open               | nie rozegrano | nie rozegrano | nie rozegrano | LQ            | A             | 1R            | 2R            | 2R            | 2R            | 2R            | nie rozegrano | nie rozegrano | nie rozegrano | nie rozegrano | nie rozegrano | nie rozegrano | nie rozegrano | nie rozegrano | nie rozegrano | nie rozegrano | nie rozegrano | nie rozegrano | nie rozegrano | nie rozegrano | nie rozegrano | nie rozegrano | nie rozegrano | nie rozegrano | nie rozegrano | nie rozegrano |
| WST Classic                  | nie rozegrano | nie rozegrano | nie rozegrano | nie rozegrano | nie rozegrano | nie rozegrano | nie rozegrano | nie rozegrano | nie rozegrano | nie rozegrano | 1R            | nie rozegrano | nie rozegrano | nie rozegrano |               |               |               |               |               |               |               |               |               |               |               |               |               |               |               |               |
| European Masters             | A             | A             | NH            | A             | A             | LQ            | 1R            | 1R            | WD            | LQ            | LQ            | LQ            | nie rozegrano | nie rozegrano |               |               |               |               |               |               |               |               |               |               |               |               |               |               |               |               |
| Dawne turnieje nierankingowe |               |               |               |               |               |               |               |               |               |               |               |               |               |               |               |               |               |               |               |               |               |               |               |               |               |               |               |               |               |               |
| Six-red World Championship   | nie rozegrano | nie rozegrano | A             | A             | A             | A             | A             | A             | nie rozegrano | nie rozegrano | LQ            | nie rozegrano | nie rozegrano | nie rozegrano |               |               |               |               |               |               |               |               |               |               |               |               |               |               |               |               |

1. 1 2 3 4 5 6 7  Był amatorem.
2. ↑  Nowi gracze w Tourze nie mają rankingu.
3. ↑  Gracze, którzy zakwalifikowali się z jednorocznego rankingu zaczynają sezon bez punktów rankingowych.

| Legenda tabeli wyników              | Legenda tabeli wyników       | Legenda tabeli wyników                     | Legenda tabeli wyników                                                              | Legenda tabeli wyników                     | Legenda tabeli wyników                     |
| ----------------------------------- | ---------------------------- | ------------------------------------------ | ----------------------------------------------------------------------------------- | ------------------------------------------ | ------------------------------------------ |
| LQ                                  | odpadnięcie w kwalifikacjach | #R                                         | odpadnięcie we wczesnej fazie turnieju (WR = runda dzikich kart, RR = faza grupowa) | QF                                         | przegrana w ćwierćfinale                   |
| SF                                  | przegrana w półfinale        | F                                          | przegrana w finale                                                                  | W                                          | zwycięstwo                                 |
| DNQ                                 | nie zakwalifikował/a się     | A                                          | nie brał/a udziału                                                                  | WD                                         | zrezygnował/a w trakcie turnieju           |
| Legenda oznaczeń w tabelach wyników |                              |                                            |                                                                                     |                                            |                                            |
| NH / Nie roz.                       | NH / Nie roz.                | Turniej nie odbył się.                     | Turniej nie odbył się.                                                              | Turniej nie odbył się.                     | Turniej nie odbył się.                     |
| NR / Nie-rank.                      | NR / Nie-rank.               | Turniej nie był zaliczany jako rankingowy. | Turniej nie był zaliczany jako rankingowy.                                          | Turniej nie był zaliczany jako rankingowy. | Turniej nie był zaliczany jako rankingowy. |
| R / Rank.                           | R / Rank.                    | Turniej był zaliczany jako rankingowy.     | Turniej był zaliczany jako rankingowy.                                              | Turniej był zaliczany jako rankingowy.     | Turniej był zaliczany jako rankingowy.     |
| MR / Minor-Rank.                    | MR / Minor-Rank.             | Turniej był zaliczany jako minor ranking.  | Turniej był zaliczany jako minor ranking.                                           | Turniej był zaliczany jako minor ranking.  | Turniej był zaliczany jako minor ranking.  |

## Finały w karierze

### Finały nierankingowe: 2 (1–1)
| Rezultat  |    | Rok  | Turniej                                | Przeciwnik  | Wynik |
| --------- | -- | ---- | -------------------------------------- | ----------- | ----- |
| Zwycięzca | 1. | 2021 | Mistrzostwa Świata Seniorów            | Jimmy White | 5–3   |
| Finalista | 1. | 2022 | Mistrzostwa Wielkiej Brytanii Seniorów | Peter Lines | 1–4   |

### Finały amatorskie: 13 (6–7)
| Rezultat  |    | Rok  | Turniej                             | Przeciwnik       | Wynik |
| --------- | -- | ---- | ----------------------------------- | ---------------- | ----- |
| Zwycięzca | 1. | 1995 | EBSA European Snooker Championship  | David Gray       | 8–7   |
| Finalista | 1. | 1995 | IBSF World Snooker Championship     | Sakchai Sim-Ngam | 7–11  |
| Zwycięzca | 2. | 1997 | English Amateur Championship        | Robert Marshall  | 8–7   |
| Zwycięzca | 3. | 1999 | English Amateur Championship (2)    | Andrew Norman    | 8–5   |
| Finalista | 2. | 1999 | IBSF World Snooker Championship (2) | Ian Preece       | 8–11  |
| Finalista | 3. | 2000 | English Amateur Championship        | Nick Marsh       | 5–8   |
| Zwycięzca | 4. | 2004 | English Amateur Championship (3)    | Wayne Cooper     | 8–6   |
| Finalista | 4. | 2007 | English Amateur Championship (2)    | Martin Gould     | 7–8   |
| Finalista | 5. | 2017 | English Amateur Championship (3)    | Billy Joe Castle | 7–10  |
| Zwycięzca | 5. | 2018 | Challenge Tour – Event 5            | Brandon Sargeant | 3–1   |
| Finalista | 6. | 2018 | Challenge Tour – Event 8            | Simon Bedford    | 1–3   |
| Finalista | 7. | 2019 | EBSA European Snooker Championship  | Kacper Filipiak  | 4–5   |
| Zwycięzca | 6. | 2021 | Q Tour – Event 1                    | Si Jiahui        | 5–1   |